# 이스트햄

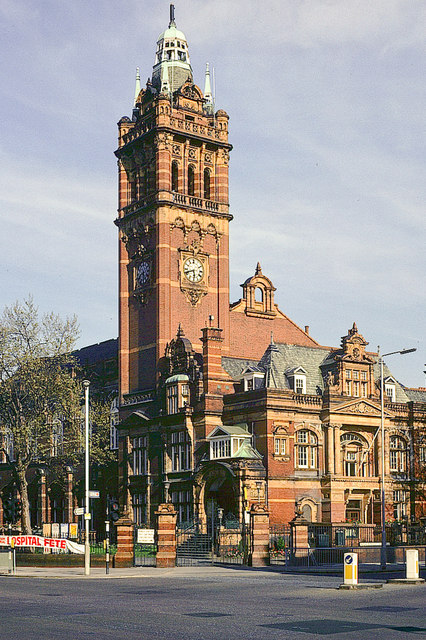
이스트햄 시청

이스트햄(East Ham)은 영국 런던(그레이터런던) 동부 뉴엄구에 위치하는 지역이다. 채링크로스에서 동쪽으로 12.8km 정도 떨어진 곳에 위치하고 있다. 런던 계획에서 설정한 36개의 주요 중심 지역 가운데 하나이다. 빅토리아·에드워드 7세 시대에 형성된 계단식 주택 단지가 있다.